# Louise Alcan
Pour les articles homonymes, voir Alcan (homonymie).
Louise Alcan, née le 17 février 1910 dans le 17e arrondissement de Paris et morte le 27 mai 1987 dans le 13e arrondissement de Paris, est une résistante et écrivaine française d'origine juive.

## Biographie

### Enfance et formation
Louise Françoise Alcan est née le 17 février 1910 dans le 17e arrondissement de Paris,. Elle est issue d'une vieille famille juive française. Après des études de lettres, d'art et d'archéologie, elle entre au centre d'ethnologie française comme chargée de mission sans traitement. Elle prépare une thèse qu'elle n'achèvera jamais sur le costume féminin en Maurienne.

### Seconde Guerre mondiale
L'occupation allemande la pousse à s'engager dans la résistance dans le Réseau du musée de l'Homme. Elle est en contact avec les maquis. Elle tombe dans une souricière et est arrêtée le 6 décembre 1943 à Marseille. Internée aux Baumettes, elle y reste six semaines. Puis, le 14 janvier 1944, la Gestapo la reconnaît comme juive. Elle part le 20 janvier 1944 de la gare de triage de Marseille, dans des wagons de 3e classe. Elle arrive gare de Lyon à Paris le 23 janvier à quatre heures du matin. Elle est transférée à Drancy par autobus. Elle est inscrite comme infirmière sur la liste du wagon sanitaire dans lequel elle est avec son amie médecin, Stéphane Schrameck. Elle est déportée de Drancy le 3 février 1944, par le convoi 67 du 24 janvier 1944, à Auschwitz. Elle reste dans le camp de Birkenau jusqu'en octobre 1944 date à laquelle elle est affectée au Kommando horticole de Rajsko grâce à une autre déportée de son convoi parti de Drancy, la doctoresse Stéphane Schrameck. Louise Alcan, qui veut survivre pour pouvoir témoigner, profite de la relative « liberté » des déportées de Rajsko pour rédiger un journal clandestin. Elle se lie avec d'autres Françaises, accentuant les liens de solidarité sur des critères de nationalité.
Le 18 janvier 1945, elle est évacuée à pied d'Auschwitz. Elle est ensuite transférée en train à Gross-Rosen, puis à Ravensbrück. Le 10 février 1945, elle est transférée à Machlow, puis à Leipzig et ensuite à pied à Olchatz. Elle s'évade avec deux camarades en avril. Elle rejoint le 27 avril les Américains.

### Retour de déportation
Dès son retour de camp (le 21 mai 1945 retour à Paris, au Lutetia), Louise Alcan couche sur papier ses souvenirs qu'elle publie en 1947 sous le titre de Sans armes et sans bagages  où elle évoque longuement son amitié avec la doctoresse Stéphane Schrameck. Elle explique alors qu'à son arrestation la Gestapo l'a soupçonnée d'être juive mais ne s'étend pas sur le sujet. Elle reprend ses activités, responsable du service du Costume au Musée national des Arts et Traditions populaires à Paris. Elle est secrétaire générale de l'Amicale d'Auschwitz de 1951 à 1987 et publie régulièrement des articles dans la revue de la FNDIRP, Le Patriote Résistant.
En 1980, son témoignage, augmenté de commentaires sur l'actualité du moment, est réédité sous le titre du Le temps écartelé. Il lui semble important de s'exprimer au moment où Louis Darquier de Pellepoix et Robert Faurisson nient la réalité du génocide juif et où la France est confrontée à l'attentat antisémite de la rue Copernic. « Le chemin de la rue Copernic à Auschwitz paraît soudain très court », écrit-elle. C'est alors qu'elle fait la lumière sur une partie de son identité qu'elle avait toujours laissé dans l'ombre, à savoir ses origines juives, comme beaucoup à l'époque.

### Mort
Louise Alcan meurt le 27 mai 1987 dans le 13e arrondissement de Paris.

## Œuvres
- Sans armes et sans bagages, Limoges, Les imprimés d'art, 1947.
- Le Temps écartelé, éditeur Louise Alcan, Imprimerie centrale commerciale, 1980
- avec Margerie Michele, Costume, Éditions de la Réunion des Musées nationaux, 1983